# Trypolis pod rządami joannitów
Trypolis, dziś stolica Libii, był rządzony przez joannitów w latach 1530–1551. Wcześniej miasto przez dwie dekady było pod panowaniem hiszpańskim zanim, wraz z wyspami Malta i Gozo zostało przyznane jako lenno joannitom w 1530. Szpitalnikom trudno było kontrolować zarówno miasto, jak i wyspy, i z czasem proponowali albo przeniesienie swojej siedziby do Trypolisu, albo opuszczenie miasta i zrównanie go z ziemią. Panowanie szpitalników nad Trypolisem zakończyło się w 1551, kiedy ten ostatni został zdobyty po oblężeniu przez Imperium Osmańskie.

## Historia
Podczas osmańskiego oblężenia w 1522, joannici zostali wypędzeni z Rodos, które było ich bazą od początków XIV wieku. Po opuszczeniu Rodos joannici rozpoczęli negocjacje z cesarzem hiszpańskim Karolem V, który zaoferował im Trypolis i wyspy Malta i Gozo jako nową bazę. Trypolis znajdował się pod panowaniem hiszpańskim od czasu jego jego zdobycia w 1510. Delegacja wysłana przez joannitów sporządziła raport, w którym stwierdzono, że lokalizacje te były niekorzystne i niechętnie przyjęli zarówno Trypolis, jak i Wyspy Maltańskie ze względu na odległość między nimi i znaczne wydatki, jakie byłyby konieczne do ich utrzymania.

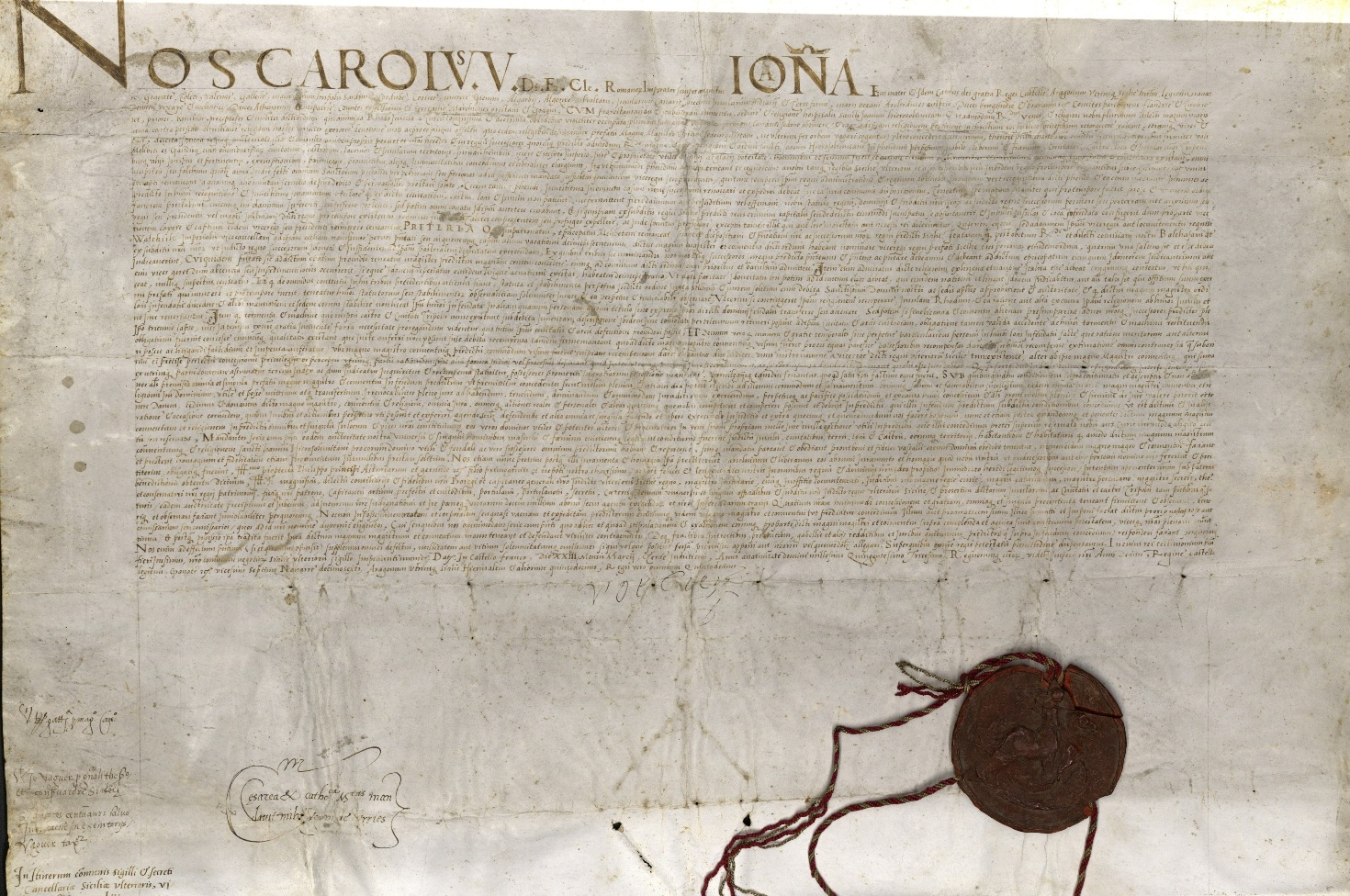
Dokument z 1530, potwierdzający darowanie Trypolisu, Malty i Gozo joannitom; dziś przechowywany w Bibliotece Narodowej Malty

Szpitalnicy ostatecznie przyjęli Trypolis, Maltę i Gozo jako lenno 23 marca 1530, a kontrolę nad miastem przejęli 25 lipca tegoż roku. Zakon założył swoją siedzibę w Birgu na Malcie, podczas gdy do administrowania Trypolisem został mianowany gubernator. Pierwszym gubernatorem był Gaspare de Sanguessa, i chociaż próbował nawiązać przyjazne stosunki z pobliskimi plemionami, opór wobec rządów chrześcijańskich był kontynuowany ze strony pobliskiej osady Tadżura, która znajdowała się pod wpływami Imperium Osmańskiego. Na początku lat trzydziestych XVI wieku, aby zaprojektować modyfikacje fortyfikacji miasta, do Trypolisu został wysłany florencki inżynier wojskowy Piccino.
W pewnym momencie władca Tadżury Aydın Reis zbudował około 1,6 km za murami Trypolisu fortecę znaną jako wieża el-Cadi, ale została ona zdobyta i zniszczona przez siły joannitów dowodzone przez gubernatora Georga Schillinga. W marcu 1539 do Trypolisu został wysłany Rycerz Paul Simeoni, aby sporządzić raport na temat stanu miasta. Po powrocie na Maltę w czerwcu tego roku poinformował wielkiego mistrza, że między szpitalnikami z Trypolisu a siłami Tadżury codziennie dochodzi do potyczek. Joannitom brakowało środków na dokonanie niezbędnych modernizacji fortyfikacji miejskich i z czasem proponowali opuszczenie miasta, zburzenie jego zamku i zablokowanie portu.
W połowie lat czterdziestych XVI wieku, wraz z podpisaniem rozejmu między sułtanem osmańskim Sulejmanem a Karolem V, zagrożenie osmańskie dla Trypolisu zmniejszyło się. W 1546 gubernatorem Trypolisu został mianowany Jean de la Valette, który zreorganizował władze miasta oraz ulepszył jego fortyfikacje. Zaproponował też Zakonowi, aby przeniósł swoją kwaterę z Malty do Trypolisu, zachowując wyspy jedynie jako placówkę. Osiągnięto kompromis, w którym Malta pozostała główną bazą joannitów, ale wysiłki mające na celu ustanowienie obecności joannitów w Trypolisie wzmogły się wraz z wysłaniem do miasta większej liczby rycerzy. Gubernator Trypolisu otrzymał uprawnienia podobne do tych, jakie posiadał wielki mistrz Zakonu i mógł zakładać w obrębie miasta zajazdy dla ośmiu języków. Valette miał nadzieję, że joannici zdołają w końcu przejąć kontrolę nad całym regionem Trypolitanii. Plany przeniesienia się Zakonu do Trypolisu zostały porzucone po zdobyciu przez tureckiego korsarza Turguta zakonnej galery „La Catarinetta”, która przewoziła 7 000 scudi przeznaczonych na opłacenie budowy nowych fortyfikacji miasta.
Na początku 1551 sułtan Sulejman nakazał swojemu admirałowi Sinanowi Paszy odbicie Trypolisu z rąk joannitów. Po nieudanej próbie zajęcia Malty i udanym ataku na Gozo, Turcy oblegali Trypolis przez dwa tygodnie. Miasto poddało się 15 sierpnia 1551, a gubernator Gaspard de Vallier i rycerze otrzymali pozwolenie na odpłynięcie na statkach dostarczonych przez ambasadora Francji. Części miejskiego garnizonu również pozwolono opuścić miasto, podczas gdy reszta została wzięta w niewolę. Muzułmańscy pomocnicy, którzy służyli joannitom, zostali straceni.
Joannici podjęli kilka prób odbicia Trypolisu, zaczynając od najazdu na Trypolitanię w 1552. W 1556 Dragut stał się bejlerbejem Trypolisu i zmodyfikował fortyfikacje miasta w taki sposób, że stało się jednym z najlepiej bronionych miast w Afryce. De Valette, który został wielkim wistrzem Zakonu w 1557, wciąż miał nadzieję na odzyskanie miasta, i w 1559 zebrał w tym celu siły inwazyjne, które jednak zostały pokonane w bitwie o Dżerbę w 1560. Trypolis pozostawał pod bezpośrednim lub pośrednim panowaniem osmańskim aż do zajęcia przez Włochy podczas wojny włosko-tureckiej w 1911.

## Rząd
W imieniu Zakonu Trypolisem zarządzał gubernator.

## Ekonomia
Po przejęciu Trypolisu przez joannitów wielkość handlu przechodzącego przez miasto spadła, a ważniejszym ośrodkiem handlowym w tym rejonie stała się Tadżura.

## Dziedzictwo
Około 1560 budynek głównego kościoła joannitów w Trypolisie został włączony do meczetu Sidi Darghut. Części pierwotnego budynku przetrwały, chociaż przeszły poważne zmiany.